# Gritakumar E. Chitty
Gritakumar E. Chitty (* 14. Juni 1939 in Colombo) ist ein aus Sri Lanka stammender Jurist. Er war von 1996 bis 2001 leitender Urkundsbeamter des Internationalen Seegerichtshofs.
Nach seinem Studium der Rechtswissenschaften an der University of Ceylon, das er 1965 abschloss, legte er 1967 am Sri Lanka Law College die Anwaltsprüfung ab und erhielt im darauffolgenden Jahr seine Zulassung.  Es folgte die Tätigkeit als Anwalt am Obersten Gerichtshof von Sri Lanka. 1975 trat er in den Dienst der Vereinten Nationen ein und war bis 1994 zuständig für die Streitbeilegung in Seerechtsfragen. Zudem wurde er 1993/1994 mit der Planung der Inaugurationsfeier des Internationalen Strafgerichtshofs für das ehemalige Jugoslawien beauftragt. Auch mit dem Aufbau des Internationalen Seegerichtshofs war er hauptverantwortlich betraut und fungierte in der Übergangsphase von August bis Oktober 1996 als dessen leitender Direktor.